# 汉字字体风格
汉字可以按照其字的样式形态分成几个不同的风格。
在汉字书法上，传统手写字体风格有五大类，分别为：篆书、隶书、草書、行書、楷書。这種风格称字体（script style）。
书法字体风格称书体（calligraphic style）。
印刷字体风格（如仿宋體、宋体、黑体）叫字体（typeface style）。
以上的概念都不同于“字体”。在电脑中，字体（script style）、字体（typeface style）、书体（calligraphic style）是一类相似风格的许多个字体的集合。两位书法家写出来的楷書就可作为两种字体。而像宋体，在电脑上也有中易宋体和新細明體等多种不同字体。
|      |      |      |      |      |
| 篆书 | 隶书 | 草書 | 行書 | 楷書 |

|        |      |
| 仿宋体 | 宋体 |